# 伊藤克彦
伊藤 克彦（いとう かつひこ、1967年1月18日 - ）は、下川町出身の元ノルディック複合選手で、現在スキージャンプコーチ。

## プロフィール
苫小牧市生まれ。3歳で下川町に移り、小学3年生から父親の影響でジャンプ競技を始め、東海大四高入学と同時にコンバインド競技に転向し同高卒業後、東洋実業（札幌）に入社。現役を25歳まで続ける。
ノルディック複合ワールドカップ（W杯）に1988年、1989年と2年連続出場した。
1992年にジャンプの専門指導員として下川町教育委員会職員に採用され、以後下川ジャンプ少年団の指導に当たる。
元雪印の伊藤直人は実弟、伊藤有希、伊藤将充姉弟の父である。